# Marcopolo

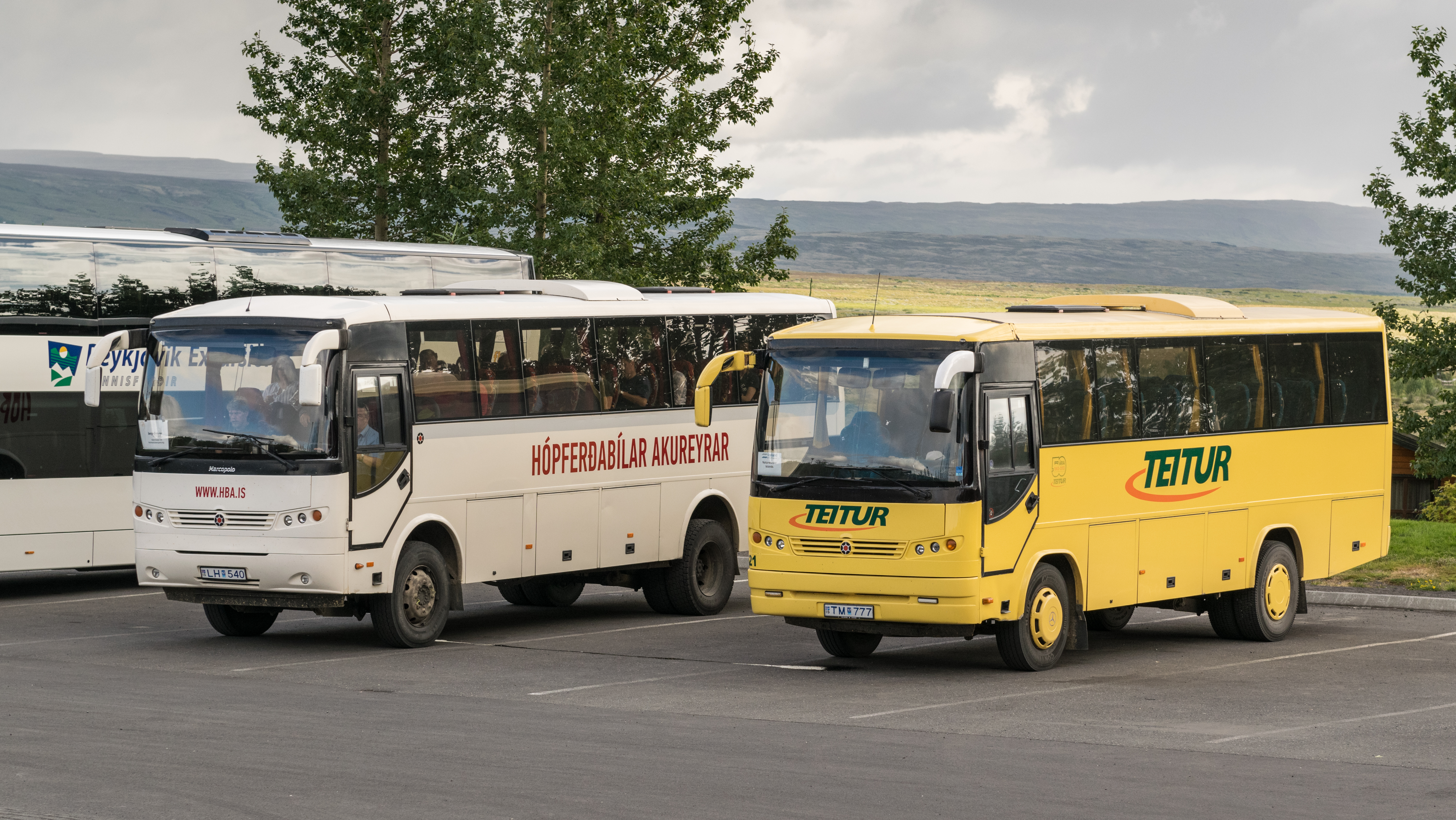
Busse auf Island

Marcopolo S.A. ist ein brasilianischer Hersteller von Omnibussen und Oberleitungsbussen.

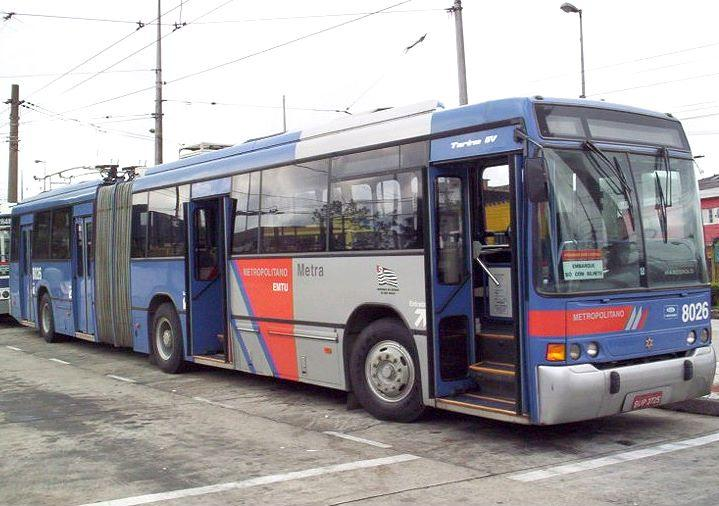
Volvo-Oberleitungsbus mit Marcopolo-Aufbau in São Paulo

## Geschichte
Gegründet wurde die Marcopolo S.A. am 6. August 1949 in Caxias do Sul als Firma Nicola & Cia Ltda mit 8 Partnern und 15 Mitarbeitern. Produziert wurde ausschließlich in Handarbeit. 1971 wurde die Firma in Marcopolo S.A. Carrocierias e onibus umbenannt.
1978 ging die Omnibusfirma an die Börse. 13 Jahre später wird im portugiesischen Coimbra ein Zweigwerk für den europäischen Markt eröffnet, welches im September 2009 wieder geschlossen wurde. 1998 führt Marcopolo einen Minibus unter der Marke Volare ein. Inzwischen besitzt das Unternehmen Zweigwerke in Argentinien, Australien, Kolumbien, Ägypten, Indien, China, Mexiko und Südafrika. Verkauft werden die Busse in über 60 Länder.
1999 wurde der brasilianische Bushersteller Ciferal aufgekauft.
Die Marcopolo S.A. ist der führende Bushersteller in Südamerika und war auch schon Marktführer, bevor der größte Konkurrent Busscar Ônibus S.A. 2010 Insolvenz anmelden musste.
Im Dezember 2011 beteiligte sich Marcopolo mit 75 % an dem australischen Bushersteller Volgren. Im April 2014 wurde die Beteiligung auf 100 % erhöht.
Das Unternehmen fertigt bis auf die Motoren und Fahrgestelle, die von Scania, MAN Latin America und Volvo bezogen werden, die Busse selbst, d. h. insbesondere die gesamten Aufbauten und die Innenausstattung.
Im Jahr 2025 wurden durch Marcopolo Rail auch Schienenfahrzeuge nach Chile geliefert.

## Tochtergesellschaften
- MVC – startete seine Aktivitäten in der Automobilindustrie und erweiterte nach und nach seine Produktionen im Bereich Kunststoff, Licht, Infrastruktur und andere.
- Moneo – Finanzservice der Marcopolo.

## Produkte

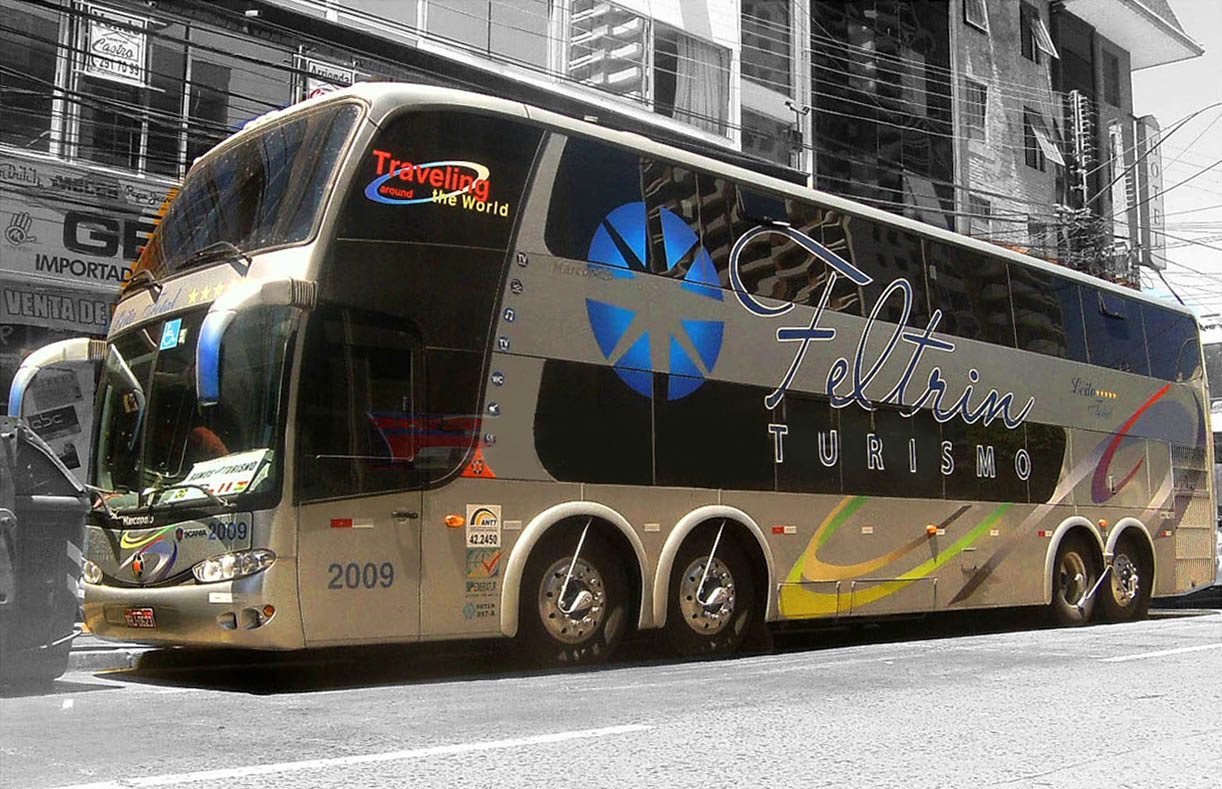
Marcopolo Paradiso 1800 DD mit Scania-Chassis in Viña del Mar, Chile

Das bekannteste Produkt ist der Doppeldeckerbus Marcopolo Paradiso 1800 DD. Es handelt sich um eines der verbreitetsten und bekanntesten Busmodelle in Südamerika. Er wird häufig auf Fernverkehrsstrecken, so auch auf der Panamericana eingesetzt. Der Marcopolo Paradiso 1800 DD wird normalerweise als dreiachsige Version hergestellt. Für Bergstrecken gibt es ihn jedoch auch mit vier Achsen. Die zweite Vorderachse sorgt für bessere Bodenhaftung (Traktion) bei steilen Strecken. Dieser Doppeldeckerbus ist mit unterschiedlichen Ausstattungen zu erwerben. Viele südamerikanische Busgesellschaften schaffen ihn für nächtliche Überlandfahrten im Fernverkehr als Bus mit hohem Komfort an. Er wird dann u. a. mit zwei Sanitärräumen, Küche und auf volle horizontale Liegefläche umstellbare Liegesitze ausgestattet. Der Doppeldeckerbus verfügt dann über 9 Plätze im Unterdeck und 40 Plätze im Oberdeck (Schlafsitze). Fernseher für das Onboard-Entertainment sind auf beiden Decks serienmäßig, ebenso eine leistungsfähige Klimaanlage und Heizung. Marcopolo bietet für diesen Bus auch High-Tech-Ausstattung wie Notbremsassistent mit Active Brake Assist (ABA) und Adaptive Cruise Control (ACC), d. h. Abstandsregeltempomat auf Radarbasis an. Auch eine GPS-Überwachung wird angeboten.

### Reisebusse

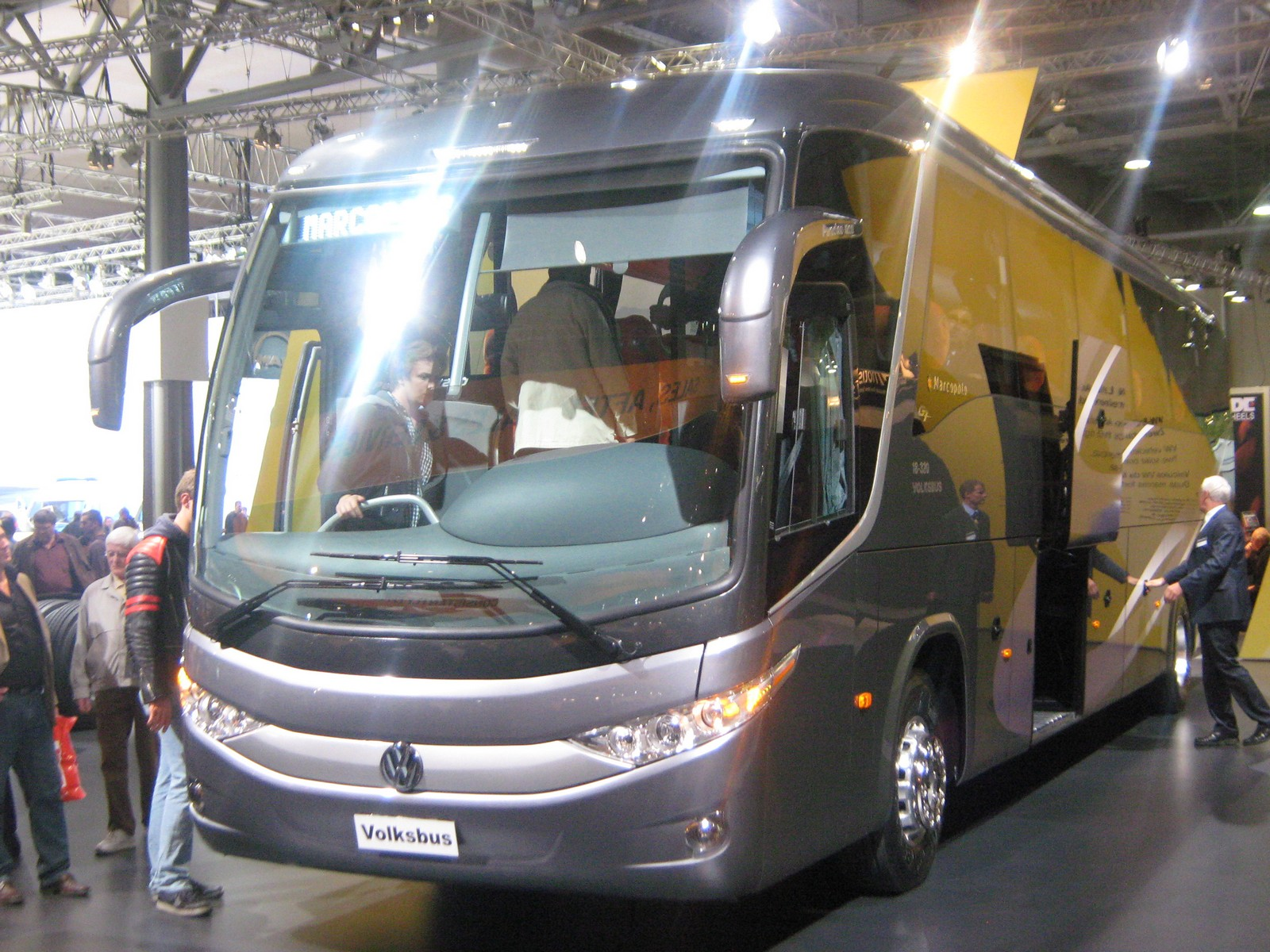
Marcopolo Paradiso auf Volksbus-Chassis

- Ideale 770
- Allegro
- Andare Klasse
- Viaggio Serie
- Paradiso Serie
- Multego

### Stadtbusse
- Viale Serie
- Torino
- Boxer

### Midibus
- Ideale 600
- Senior
- Temple

### Minibus
- Fratello
- Listo
- Vicino

### Schienenfahrzeuge
- Schienenbusse für die chilenische Schmalspurbahn Talca-Constitución[4]